# Cataloipus
Cataloipus es un género de saltamontes perteneciente a la subfamilia Eyprepocnemidinae de la familia Acrididae. Este género se distribuye en África, Yemen e India.

## Especies
Las siguientes especies pertenecen al género Cataloipus:
- Cataloipus abyssinicus Uvarov, 1921
- Cataloipus ambiguus (Stål, 1876)
- Cataloipus brunneri Kirby, 1910
- Cataloipus cognatus (Walker, 1870)
- Cataloipus cymbiferus (Krauss, 1877)
- Cataloipus fuscocoeruleipes Sjöstedt, 1923
- Cataloipus gigas Ramme, 1929
- Cataloipus himalayensis Singh & Tandon, 1978
- Cataloipus indicus Uvarov, 1942
- Cataloipus klaptoczi Karny, 1917
- Cataloipus oberthuri (Bolívar, 1890)
- Cataloipus pulcher Sjöstedt, 1929
- Cataloipus roseipennis Uvarov, 1921
- Cataloipus thomasi Uvarov, 1933
- Cataloipus zuluensis Sjöstedt, 1929